# سوق الجمعة (بنزرت)
سُوق الجُمُعَة إحدى قرى الجمهورية التونسية، تقع في ولاية بنزرت، على الطريق الجهوية رقم 58، شمال غرب مدينة سجنان.

### مواضيع ذات علاقة
- ولاية بنزرت.